# Tu ne meurs pas de ce que tu es malade, tu meurs de ce que tu es vivant

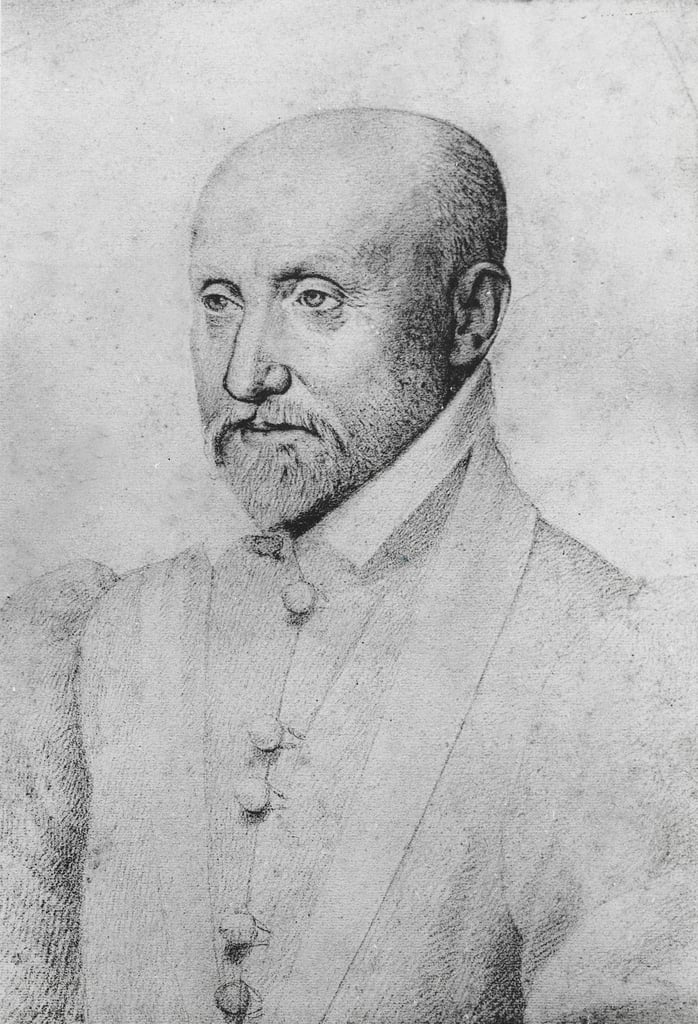
Portrait présumé de Montaigne par François Quesnel, vers 1588.

« Tu ne meurs pas de ce que tu es malade, tu meurs de ce que tu es vivant » est une citation du philosophe, humaniste et moraliste Michel de Montaigne, écrite dans ses Essais et publiée à la fin du XVIIe siècle, alors que de nombreuses épidémies de peste sévissaient en France et en Europe. 
Cette citation est située dans le dernier chapitre du dernier livre de cet ouvrage qui a marqué son temps et les époques qui lui ont succédé.

## Origine
Probablement dès la fin mars 1578, Michel Eyquem de Montaigne, alors âgé de 45 ans, constate qu'il est victime de petits calculs urinaires, et en 18 mois, de la gravelle, maladie responsable de la mort de son père. Désormais il reste souffrant et cherche à hâter ses écrits et à combler ses curiosités. il cherche cependant à entretenir sa santé en voyageant vers des lieux de cure, puis vers les contrées qui l'ont fasciné durant sa jeunesse en témoignant dans ses écrits : 
« Faire des voyages me semble un exercice profitable. L’esprit y a une activité continuelle pour remarquer les choses inconnues et nouvelles, et je ne connais pas de meilleure école pour former la vie que de mettre sans cesse devant nos yeux la diversité de tant d’autres vies, opinions et usages. »

## Les Essais
Cette phrase est issue du livre troisième des Essais, de son chapitre XIII, titré De l’experience (publication originale de 1895)
« Car c’est une piperie medecinale d’en excepter aucun, qu’ils disent n’aller point de droict fil à la mort. Qu’importe, s’ils y vont par accident, et s’ils glissent et gauchissent ayséement vers la voye qui nous y meine ? Mais tu ne meurs pas de ce que tu es malade ; tu meurs de ce que tu es vivant. La mort te tue bien sans le secours de la maladie. Et à d’aucuns les maladies ont esloigné la mort, qui ont plus vescu de ce qu’il leur sembloit s’en aller mourants. »

Dès son livre Premier, le chapitre XX des Essais, Michel de Montaigne emprunte son titre à une phrase de l'avocat romain Cicéron : « Que philosopher, c’est apprendre à mourir », et qui semble inspiré par le stoïcisme au travers de cette autre citation : 
« 
Le but de notre carrière c’est la mort, c’est l’objet nécessaire de notre visée : si elle nous effraie, comme est-il possible d’aller un pas avant, sans fièvre ? Le remède du vulgaire c’est de n’y penser pas. Mais de quelle brutale stupidité lui peut venir un si grossier aveuglement ? […] Ôtons-lui l’étrangeté, pratiquons-le, accoutumons-le, n’ayant rien si souvent en la tête que la mort.  »

## Reprise et postérité

### Évocations
Le philosophe David Labreure, auteur d'un essai sur la vie de l'écrivain français Louis-Ferdinand Céline, publié en 2009 et intitulé Louis-Ferdinand Céline, une pensée médicale, cite cette phrase de Montaigne en l'accompagnant de ce commentaire : « Céline reste à ce constat désespéré de cette imperfection de la vie et ne cesse de se confronter à la mort la plus concrète en tant qu'écrivain et médecin. »
Cette phrase est également évoquée dans son intégralité par le journaliste et écrivain Jérôme Duhamel dans son dernier livre, intitulé, Petit livre de - La Philo en 400 citations, au niveau de la rubrique « Maladie », publié en 2014.

### André Comte-Sponville

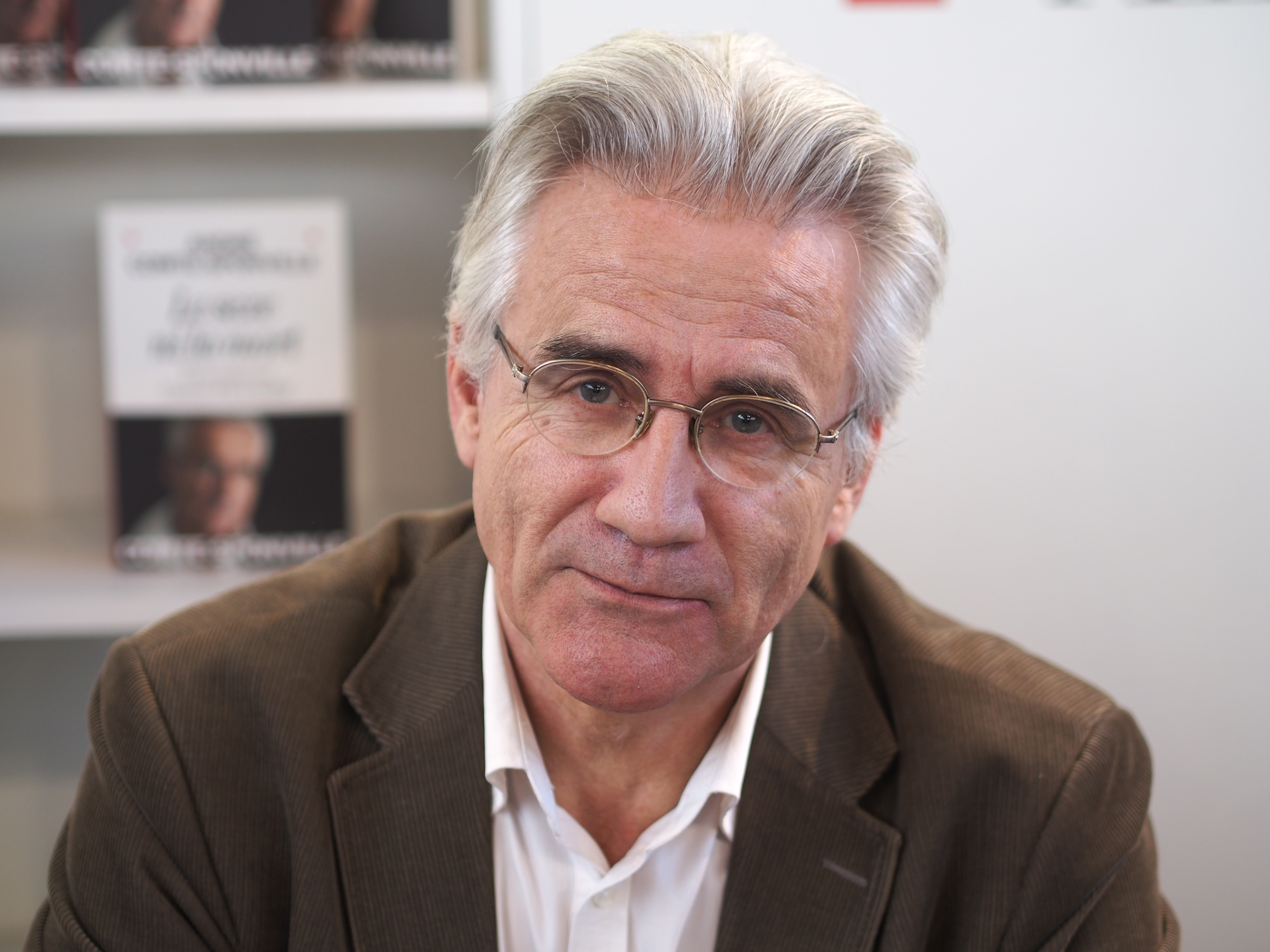
André Comte-Sponville en 2019

À l’occasion de la sortie de son ouvrage Dictionnaire amoureux de Montaigne, édité chez Plon, le philosophe français André Comte-Sponville rappelle au cours de nombreuses interviews et colloques l’un des messages des Essais de Michel de Montaigne : « C’est la seule sagesse qui compte vraiment. Aimer la vie plutôt qu’avoir peur de la mort ». 
Il évoque également cette citation dans le contexte de la crise sanitaire de la pandémie de 2019 pour rappeler qu'il se fait « beaucoup plus de souci pour l'avenir de ses enfants que pour sa santé de septuagénaire » en précisant qu'il ne faut pas s'attendre à ce que la médecine puisse résoudre tous les problèmes de la société.

### Autres citations
Dans une idée assez proche des propos de Montaigne, le sociologue français Michel Maffesoli, auteur d'un ouvrage dénommé L’ère des soulèvements (édition Le Cerf, 2021) explique lors d'un entretien avec un journaliste en août 2021 que « la peur de la mort n’empêche pas de mourir, mais de vivre »